# 쓰야마 사건

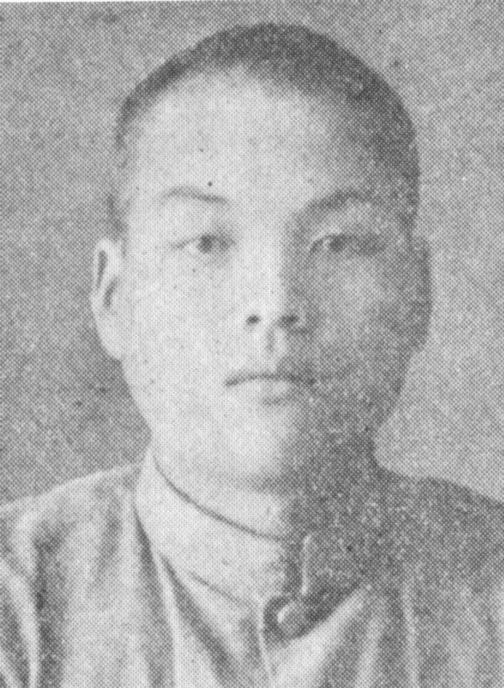
쓰야마 사건의 범인 도이 무쓰오

쓰야마 사건(일본어: 津山事件)은 1938년 5월 21일 일본 오카야마현 쓰야마시에서 일어난 대량 살인 사건이다. 일본범죄사 전대미문의 살인 사건으로 2시간 동안 자살한 범인 자신을 포함하여 31명이 사망하고 3명이 중경상을 입었다. 범인의 이름을 따서 도이 무쓰오 사건이라고 하기도 한다. 범인인 도이는 당시 만 21세였다.

## 사건
도이 무쓰오는 20일 저녁에 전기선을 잘라 마을을 어둠에 빠뜨렸다. 21일 새벽 1시 30분, 그는 도끼로 자고 있는 할머니의 목을 잘랐다. 그는 두개의 전기등을 머리에 두르고 '밤놀이'를 하던 때처럼 이웃집을 찾아다니며 살인을 시작했다. 그렇게 그는 1시간 30분 동안 29명(27명 즉사, 2명 부상으로 이후 사망)을 죽이고 3명에게 심각한 부상을 입혔다. 당시 그는 브라우닝 샷건, 일본도, 도끼를 무기로 사용했다. 그가 살았던 마을은 작았기에 이 사건으로 인해 마을 사람의 절반 가까이가 죽었다. 그리고 곧 그도 자기 가슴에 총을 쏘아 자살했다.

## 도이 무쓰오
도이 무쓰오(都井睦雄, 1917년 3월 5일 - 1938년 5월 21일)는 오카야마현의 유복한 가정에서 태어났다. 그러나 부모는 그가 어릴 때 폐결핵으로 죽었고, 그와 그의 누나는 할머니의 손에 길러졌다. 원래 그는 외향적인 성격이었으나 1934년에 누나가 결혼하게 되자 히키코모리가 되어버렸다.
그는 창녀인 아베 사다 이야기에 관심이 있었다고 한다. 아베 사다는 그녀의 애인을 목졸라 죽이고 애인의 성기를 자른 사건으로 유명하다.
또한 그는 일본의 전통문화인 '밤놀이(夜這い, 몰래 이웃집에 들어가 성관계를 하는 것)'에 참여했다.
그가 죽은 후 발견된 자살 노트에는 그가 이웃의 어린 여자아이에게 성관계를 거절당한 것과 결핵을 앓고 있는 것에서 범행 이유를 추정할 수 있는 기록이 적혀있었다.

## 자살 노트
도이 무쓰오 그가 1930년대에는 불치병이었던 결핵으로 크게 상심했던 사실 등이 적혀 있는 긴 자살 노트를 남겼다. 그가 결핵을 앓고 있음을 알고, 또 그가 성욕 과잉임을 경멸하며 이웃 여자 아이가 자신에게 차가워진 것 같다고 느꼈다.
그에 대해 복수하기 위해 도이는 그녀의 집에 들어가 그녀와 가족들을 죽이기로 결정했다. 마을 장로회는 그것을 염려하며 도이의 총기 면허를 취소했다. 그러나 그는 일본도를 준비하고, 몰래 총도 준비하여 사건을 결행한다.
그는 그가 범행을 계획할 때 죽이기로 했던 몇몇을 죽이지 못할 것이고, 그에 따라 죄없는 사람들이 죽을 것을 유감으로 생각했다. 그는 할머니를 죽인 이유를 그의 할머니가 "살인자의 할머니"로 살아가게 할 수는 없어서라고 적었다.

## 같이 보기
- 오밤중의 마을(ja:丑三つの村) - 이 사건을 모티브로 쓰여진 소설(1981년)과 영화(1983년)
- 대량 살인
- 연속살인
- 무라하치부
- 사가미하라 장애인 시설 살상 사건
- 우범곤